# Quận Anderson, Kansas
Quận Anderson (tiếng Anh: Anderson County) (mã quận AN) là một quận nằm ở Trung Đông tiểu bang Kansas, Hoa Kỳ. Dân số quận là 8.110 người theo điều tra dân số năm 2000, dân số ước tính là 8.051 người trong năm 2006 6 quận lỵ và là thành phố đông dân nhất quận là Garnett. [2]
Theo điều tra dân số Mỹ vào năm 2000, [4] quận đã có 8.110 người, 3.221 hộ, và 2.264 gia đình sống trong quận. Mật độ dân số là 14 người cho mỗi dặm vuông (5/km ²). Có 3.596 đơn vị nhà ở với mật độ trung bình là 6 mỗi dặm vuông (2/km ²). Thành phần dân tộc của dân sinh sống trong quận này như sau:  97,41% người da trắng, 0,32% da đen hay Mỹ gốc Phi, 0,74% người Mỹ bản xứ, 0,22% người châu Á, 0,02% người đảo Thái Bình Dương, 0,33% từ các chủng tộc khác, và 0,95% từ hai hoặc nhiều chủng tộc. Hispanic hay Latino thuộc chủng tộc nào. 
Quận có 3.221 hộ, trong đó 31,00% có trẻ em dưới 18 tuổi sống chung với họ, 59,90% là các cặp vợ chồng sống với nhau, 6,90% có chủ hộ là nữ không có mặt chồng, và 29,70% là không lập gia đình. 26,80% của tất cả các hộ gia đình đã được tạo thành từ các cá nhân và 15,60% dân số 65 tuổi trở lên sinh sống một mình. Bình quân mỗi hộ là 2,48 và cỡ gia đình trung bình là 3,00.
Dân số quận này có cơ cấu tuổi như sau:  26,20% ở độ tuổi dưới 18, 7,00% 18-24, 24,60% 25-44, 22,10% 45-64, và 20,00% 65 tuổi hoặc trở lên. Tuổi trung bình là 40 năm. Cứ mỗi 100 nữ có 96,70 nam giới. Cứ mỗi 100 nữ 18 tuổi trở lên, có 93,50 nam giới.
Thu nhập trung bình cho một hộ gia đình trong quận đã được 33.244 đô la Mỹ, và thu nhập trung bình cho một gia đình là 39,101 USD. Nam giới có thu nhập trung bình $ 30.102 so với 20.705 USD cho phái nữ. Thu nhập trên đầu cho các quận được 16,458 USD. Giới 10,60% gia đình và 12,80% dân số sống dưới mức nghèo khổ, trong đó có 16,30% những người dưới 18 tuổi và 11,00% có độ tuổi từ 65 trở lên. 